# Klavierschule
Eine Klavierschule ist ein Lehrwerk für den Klavierunterricht. Das Wort existiert spätestens seit Georg Simon Löhleins Clavier-Schule von 1765 und Daniel Gottlob Türks Klavierschule, oder Anweisung zum Klavierspielen für Lehrer und Lernende von 1789. 
Musikschulen, die sich auf das Erteilen von Klavierunterricht konzentrieren, nennen sich nur in Einzelfällen „Klavierschulen“; spezifische pianistische Traditionslinien werden zwar als „Schulen“ des Klavierspiels bezeichnet (etwa „ältere Schule“, „Leschetizky-Schule“ oder „französische Schule“), nicht aber als „Klavierschulen“. Auch Sammlungen von Etüden wie Czernys Schule der Geläufigkeit op. 299 oder Sammlungen von spieltechnischen Übungen  wie Moszkowskis Schule des Doppelgriffspiels op. 64 zählen nicht zu den „Klavierschulen“ im eigentlichen Sinn.

## Geschichte
Als Pionier unter den Verfassern von Lehrwerken für Tasteninstrumente gilt Tomás de Santa María mit seiner Veröffentlichung Libro llamado arte de tañer fantasía (1565), die sich vor allem an Clavichord-Spieler wendet und insbesondere das Improvisieren fugierter Stücke behandelt; dabei kommt neben allgemeiner Musiklehre und Musiktheorie auch die Spieltechnik zur Sprache.
In der zweiten Hälfte des 18. Jahrhunderts erscheint eine Reihe wichtiger Lehrwerke, die vom Clavichord, vom Cembalo und in zunehmendem Maß vom Hammerklavier sprechen: angefangen mit Carl Philipp Emanuel Bachs Versuch über die wahre Art das Clavier zu spielen (1753 und 1762) bis hin zu Daniel Gottlob Türks bereits genannter Klavierschule (1789 und 1802). Diese Lehrwerke sind umfangreich und textlastig; dabei betrachten sie das Tasteninstrument als einen Stellvertreter der Musik überhaupt. Spieltechnische Anteile beschäftigen sich mit der „Finger-Setzung“, musikalische Anteile mit den „Manieren“ (Verzierungen), dem „Vortrage“ (insbesondere Deutlichkeit und Ausdruck) und mit dem Generalbassspiel.
Die nun folgenden zweihundert Jahre sind eine lange Blütezeit der Klavierschule. In der ersten Hälfte des 19. Jahrhunderts rückt spieltechnisches Formelwerk immer weiter in den Vordergrund, in der zweiten Hälfte folgt eine Verschulung des Stoffs auf niedrigerem Niveau. Die erste Hälfte des 20. Jahrhunderts erlebt Aufstieg und Fall der Reformpädagogik, die zweite Hälfte knüpft an reformpädagogische Bestrebungen an, wobei die optische Gestaltung immer wichtiger wird. Für den deutschsprachigen Raum seien beispielhaft vier Klavierschulen genannt:
- Johann Nepomuk Hummel: Ausführliche theoretisch-practische Anweisung zum Piano-Forte-Spiel vom ersten Elementar-Unterrichte an bis zur vollkommensten Ausbildung, Wien 1828;
- Theodor Leberecht Steingräber alias Gustav Damm: Klavierschule und Melodienschatz für die Jugend. Praktisch bewährte Anleitung zur gründlichen Erlernung des Klavierspiels mit mehr als 140 melodischen Lust und Fleiss anregenden Musikstücken zu zwei und vier Händen und vielen schnellfördernden technischen Übungen, Leipzig 1868;
- Frieda Loebenstein: Der erste Klavierunterricht. Ein Lehrgang zur Erschließung des Musikalischen im Anfangsklavierunterricht, Berlin-Lichterfelde 1927, Ausgabe A für Lehrer, Ausgabe B: Notenheft für Schüler. 2. Auflage 1928;
- Peter Heilbut: Spaß am Klavierspielen. Schule für Kinder aus Grund- und Früherziehungskursen, Kassel 1977.

In den 1970er/1980er Jahren erschienen auch die innovativen Klavierschulen von Klaus Runze (1971 und 1973) und Harald Bojé (1982 und 1984).